# Майкл Дудікофф
Майкл Джозеф Стівен Дудікофф (англ. Michael Joseph Stephen Dudikoff; 8 жовтня 1954, Редондо-Біч, Каліфорнія, США) — американський актор, який знімався в бойовиках. Відомий за фільмами «Радіоактивні мрії», «Американський ніндзя», «Кіберджек», «Мисливці за головами». Його мати за походженням франкоканадка, а батько — росіянин, який навчив Майкла трохи говорити російською. Закінчив середню школу у Торрансі. Навчався в коледжі Харбор, вивчав дитячу психологію. Володіє прийомами карате і боксу. До початку кар'єри в кіно працював зварювальником і офіціантом.

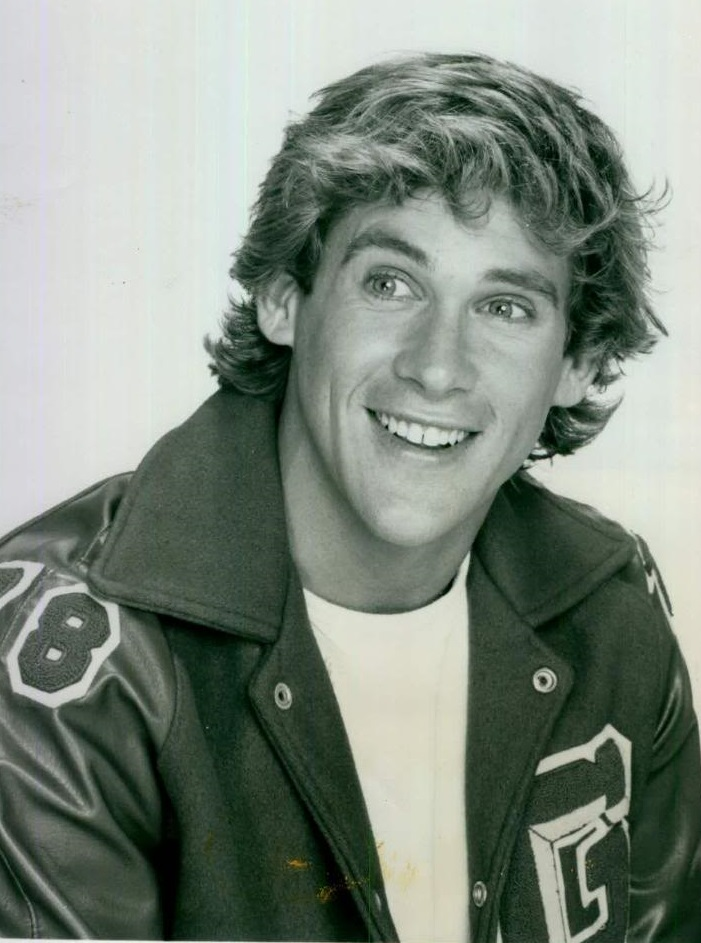
1982

## Фільмографія
| Рік       |    | Українська назва                       | Оригінальна назва                   | Роль                     |
| --------- | -- | -------------------------------------- | ----------------------------------- | ------------------------ |
| 2013      | ф  | Падіння Олімпу                         | Olympus Has Fallen                  | містер Сміт              |
| 2013      | с  |                                        | Zombie Break Room                   | Танк Демпсі              |
| 2002      | в  | У скрутному становищі                  | Stranded                            | Ед Карпентер             |
| 2002      | в  | Цунамі                                 | Gale Force                          | Джаред                   |
| 2002      | ф  | Сипучі піски                           | Quicksand                           | Білл Тернер              |
| 2001      | ф  | У вогні                                | Ablaze                              | Деніелс                  |
| 2000      | ф  | Глушник                                | The Silencer                        | Куінн Сіммонс            |
| 1999      | ф  | Самооборона                            | In Her Defense                      | Ендрю Гарфілд            |
| 1999      | в  | Збіглий розум                          | Fugitive Mind                       | Роберт Дін               |
| 1998      | в  | Контрзаходи                            | Counter Measures                    | капітан Джейк Фулер      |
| 1998      | ф  | Мушкетери назавжди                     | Musketeers Forever                  | Д'Артаньян               |
| 1998      | ф  | Телеведучий                            | Ringmaster                          | Расті                    |
| 1998      | ф  | Чорний грім                            | Black Thunder                       | Вінс                     |
| 1998      | ф  | Свобода удару                          | Freedom Strike                      | Том Діксон               |
| 1997      | ф  | Стрілець                               | The Shooter                         | Майкл Атертон            |
| 1997      | ф  | Наказано знищити                       | Strategic Command                   | доктор Рік Гардінг       |
| 1997      | вг | Soldier Boyz                           | Soldier Boyz                        | Толівер                  |
| 1997      | в  | Мисливці за головами 2                 | Hardball                            | Джерсі                   |
| 1997      | в  | Термінове занурення                    | Crash Dive                          | Джеймс Картер            |
| 1996      | в  | Мисливці за головами                   | Bounty Hunters                      | Джерсі                   |
| 1996      | ф  | Мішень, що біжить                      | Moving Target                       | Сонні                    |
| 1995      | ф  | Бійці                                  | Soldier Boyz                        | майор Говард Толівер     |
| 1995      | ф  | Кіберджек                              | Cyberjack                           | Нік Джеймс               |
| 1994      | ф  | Виконання наказу                       | Chain of Command                    | Меррілл Росс             |
| 1994      | с  |                                        | Historias de la puta mili           | Special Appearance       |
| 1993—1994 | с  | Кобра                                  | Cobra                               | Роберт Джексон           |
| 1992      | ф  | Врятуй мене                            | Rescue Me                           | Даніель «Mac» Макдональд |
| 1991      | тф | Жінка, яка згрішила                    | The Woman Who Sinned                | Еван Ганнс               |
| 1991      | ф  | Живий щит                              | The Human Shield                    | Дуг Меттьюс              |
| 1990      | ф  | Американський ніндзя 4: Повне знищення | American Ninja 4: The Annihilation  | Джо Армстронг            |
| 1990      | ф  | Ейр Америка                            | Air America                         | Генерал Лі               |
| 1990      | ф  | Нічний попутник                        | Midnight Ride                       | Лоусон                   |
| 1989      | ф  | Річка смерті                           | River of Death                      | Джон Гамільтон           |
| 1988      | ф  | Командир взводу                        | Platoon Leader                      | лейтенант Джефф Найт     |
| 1988      | ф  |                                        | Incontri in case private            | Пітер Андерсен           |
| 1987      | ф  | Американський ніндзя 2: Протистояння   | American Ninja 2: The Confrontation | сержант Джо Армстронг    |
| 1986      | ф  | Караюча сила                           | Avenging Force                      | капітан Метт Гантер      |
| 1986      | тф | Північ та Південь: Книга друга         | North and South, Book II            | Лейтенант Руді Бодфорд   |
| 1985      | ф  | Американський ніндзя                   | American Ninja                      | рядовий Джо Армстронг    |
| 1985      | ф  | Радіоактивні мрії                      | Radioactive Dreams                  | Марлоу Гаммер            |
| 1984      | ф  | Холостяцька вечірка                    | Bachelor Party                      | Ріко                     |
| 1984      | тф | Молоді серця                           | Young Hearts                        | Кіт                      |
| 1983      | тф | Сойєр і Фінн                           | Sawyer and Finn                     | Гекльберрі Фінн          |
| 1983      | ф  | Рідкісна відвага                       | Uncommon Valor                      | помічник Бластер         |
| 1983      | с  | Дай мені перерву                       | Gimme a Break!                      | Грег Гартман             |
| 1982      | с  | Зірка родини                           | Star of the Family                  | Дуггі Кребс              |
| 1982      | ф  | Трон                                   | Трон                                | новобранець 2            |
| 1982      | ф  | Я повинна зніматися в кіно             | I Ought to Be in Pictures           | хлоппець в автобусі      |
| 1982      | ф  | Займаючись любов'ю                     | Making Love                         | молодий чоловік у барі 2 |
| 1981      | тф | Грейді Натт шоу                        | The Grady Nutt Show                 | Ренді                    |
| 1981      | тф | Найкраща дівчинка у світі              | The Best Little Girl in the World   | Чак                      |
| 1981      | ф  | Входить ніндзя                         | Enter the Ninja                     | людина Венаріуса         |
| 1981      | ф  | Кривавий день народження               | Bloody Birthday                     | Віллард                  |
| 1980      | ф  | Чорний мармур                          | The Black Marble                    | слуга Міллі              |
| 1979—1980 | с  | Щасливі дні                            | Happy Days                          | Джим                     |
| 1979      | с  | Абсолютно несподівано                  | Out of the Blue                     | Ленні                    |
| 1978      | с  | Даллас                                 | Dallas                              | Джо Ньюкомб              |